# Patrick Tudoret
Patrick Tudoret, né à Oran (Algérie) en 1961, est un écrivain et auteur dramatique français.

## Biographie
Après avoir travaillé pendant plus de quinze ans dans diverses entreprises, il soutient une thèse de doctorat en science politique à l'université Panthéon-Sorbonne sous la direction de Lucien Sfez en 2007 sur les émissions de télévision littéraires en France (intitulée De la paléo-télévision à la sur-télévision : vie et mort de l'émission littéraire),.
Il est l'auteur d'une vingtaine de livres, dont L’Écrivain sacrifié et L'homme qui fuyait le Nobel ou Juliette, Victor Hugo mon fol amour. Il a également tenu pendant une quinzaine d'années une chronique au journal La Montagne.

## Publications
- Impasse du Capricorne (roman), Paris Éditions de la Table ronde, 1992[6]
- Les jalousies de Sienne (roman), Paris,  Éditions de la Table ronde, 1994
- La Nostalgie des singes (roman), Paris,  Éditions de la Table ronde, 1997[7]
- Le Loir et Cher (album), contribution aux côtés de Jeanne Bourin, Françoise Xenakis et Pascal Quignard, Ed. Romain Pages, 1998[8]
- Rue de Budapest (nouvelle), Paris, éd. 95B, 2001
- Créances douteuses, Paris, Éditions de la Table ronde, 2003[9],[10]
- Les hauts plateaux (théâtre), Ed. L’œil du prince, 2006
- La Rochelle, figures libres (album), Éditions Sud-Ouest, 2008
- La Gloire et la Cendre, l'ultime victoire de Napoléon, Paris, Éditions de la Table ronde, 2008[11],[12]
- L’Écrivain sacrifié : vie et mort de l'émission littéraire, Paris, INA-Le Bord de l'eau Éditions, 2009[13]. Grand Prix de la critique littéraire et prix Charles-Oulmont de la Fondation de France 2009[14]
- Dictionnaire du Pays Bigouden, Éditions Ouest-France, 2010[15]
- Le Soir des péninsules (poésie), L’Harmattan, coll. Accent tonique, 2012[16]
- L’Homme qui fuyait le Nobel, Paris, Éditions Grasset, 2015[14],[17]. Prix Claude-Farrère 2016[18], Prix des Grands Espaces 2016[19].
- Le Bonheur et autres broutilles, chroniques du journal La Montagne, Paris, Éditions Les Belles Lettres, 2017[20]
- Fromentin, le roman d'une vie, Paris, Éditions Les Belles Lettres, 2018[21],[22]. Prix Brantôme 2019[23]
- Printemps acide, Clermont-Ferrand, De Borée, avril 2018, 178 p. (ISBN 978-2812923470)[24],[25]
- Petit traité de bénévolence, Paris, Éditions Tallandier, 2019[26],[27]
- Juliette - Victor Hugo mon fol amour, Paris, Éditions Tallandier, 2020[28],[29]
- En marchant. Petite rhétorique itinérante, Paris, Tallandier, 208 p., 2023. (ISBN 979-1021032873)
- Le petit livre de l'amitié, Paris, Éditions Salvator, 144 p., 2023  (ISBN 978-2706723278)
- L'Éternité, montre en main, Paris, Les Belles Lettres, 320 p., 2025  (ISBN 978-2251456805)